# Gerhard Daub
Gerhard Daub (* 8. September 1928 in Weidenau (Siegen); † 27. Februar 1993) war ein deutscher Politiker (FDP) und Abgeordneter des Hessischen Landtags.

## Ausbildung und Beruf
Gerhard Daub studierte nach dem Abitur im Jahre 1946 Rechtswissenschaften in Frankfurt am Main. 1950/51 war er als Austauschstudent in Illinois (USA) und erwarb dort den Master of Arts. 1954 begann er das Referendariat und legte 1958 das zweite Staatsexamen ab.

## Politik
Gerhard Daub war von 1958 bis 1962 Bundesvorsitzender der Deutschen Jungdemokraten, Mitglied des Landes- und Bundesvorstandes der FDP, Vizepräsident der Europäischen Jungliberalen, Vizepräsident der NATO-Jugendkonferenz und Mitglied des Rates der Liberalen Weltunion.
Kommunalpolitisch war er als Mitglied der Frankfurter Stadtverordnetenversammlung von 1956 bis 1960 tätig. Von 1959 bis 1962 war er Bürgermeister in Marburg. Vom 1. Dezember 1958 bis 7. Januar 1960 war er Mitglied des Hessischen Landtags.
Von 1959 bis 1969 war Daub im Auftrag der Friedrich-Naumann-Stiftung als einer der Herausgeber der Zeitschrift liberal tätig.